# 井上禅定
井上 禅定（いのうえ ぜんじょう、1911年〈明治44年〉1月20日 - 2006年〈平成18年〉1月26日）は、日本の禅僧。元東慶寺住職。相模工業大学教授。学僧として名高く、また自然保護運動でも活躍した。

## 生涯

### 幼少期から大学卒業まで
神奈川県高座郡渋谷村（現・藤沢市）高倉に円覚寺派東勝寺の禅僧の三男として生まれる。大正の初め、父の転住に伴い、足柄上郡南足柄村（現・南足柄市）の狩野極楽寺に移る。この極楽寺は臨済宗円覚寺の末寺であり、そこで少年時代の井上は、晩年の釈宗演の法話を聞き感銘を受ける。1921年春、10歳で親元を離れ鎌倉に赴き、東慶寺住職として釈宗演の跡を継いでいた佐藤禅忠の弟子となる。
神奈川県立湘南中学校（現在の神奈川県立湘南高等学校）、松本高等学校文科甲類を経て、東京帝国大学文学部印度哲学科で辻直四郎の指導を受け、また和辻哲郎にも学ぶ。ちなみに辻と和辻は哲学者、美学者かつピアニストのケーベル博士の弟子であり、2人とも東慶寺に墓がある。
井上は、ギリシア正教からカトリックに改宗したとされるケーベル博士の孫弟子にあたる。後年、東慶寺で草むしりのバイトをしていたクリスチャンの大学生兼子盾夫（のち横浜女子短期大学教授、西洋哲学専攻）に、「ところでおまえは耶蘇だそうだな」と尋ね、「はい」と兼子が答えると「耶蘇も仏も、つまるところは同じだな」と井上は語ったという。

### 東慶寺住職として
大学卒業後、天龍寺の関精拙に弟子入りし、1941年東慶寺住職となる。同年、釈宗演の弟子である鈴木大拙とともに、宗演への報恩のため松ヶ岡文庫を創設する。寺の土地の一部を文庫に充て、大拙を住まわせる。1943年召集令状に応じ、千葉県佐倉の部隊に入る。1945年6月、大拙の無二の親友西田幾多郎が亡くなると、応召中ではあったが佐倉の部隊から特別許可を貰って鎌倉に戻り、悲嘆に暮れ放心状態の大拙のかたわらで、東慶寺にて読経回向した。この西田の葬儀を機縁として、葬儀委員長の岩波茂雄や葬儀の参列者である安倍能成もこの寺に墓を作ることになった。これはいわゆる岩波文化人をはじめとする、日本を代表する知識人の多くがこの寺を菩提寺とする一つの契機となったといえよう。

### 戦後
終戦後、軍務を解かれ、鎌倉に戻る。1946年、松ヶ岡文庫を財団法人化した。1966年の大拙没後、同文庫は大拙その他の所蔵する貴重な資料の保管と研究の場として機能し、また大拙の書簡等、未公刊の大拙の文書の翻刻も行っている。1964年に勃発した鶴岡八幡宮裏の御谷騒動のとき、小説家の大佛次郎、禅の在家修行者である天野久弥、保守派と目される評論家の小林秀雄、さらに大拙や朝比奈宗源円覚寺派管長らとともに開発のブルドーザーを阻止し、1966年の古都保存法（古都における歴史的風土の保存に関する特別措置法）の制定に尽力した。
1970年の鎌倉市長選では、乱開発反対を唱える正木千冬候補（市長在任期間1970年-1978年）を労農派マルキストの大内兵衛や御谷騒動で一緒に闘った大佛次郎、小林秀雄らとともに応援し、革新市政の実現に貢献した。大内も大佛も小林も、井上と同じ東大卒で鎌倉在住であるという人脈上のつながりも活かされていた。なお、正木の応援がてら東慶寺に寄った野坂参三に、この世を浄土と化す禅宗と地上の楽園をめざすマルクス主義とは近いと語り合ったと、井上は振り返って述べている。
1971年から1974年まで円覚寺派宗務総長として、朝比奈宗源管長を支える。1981年8月より浄智寺住職。東慶寺住職は長男の井上正道が継ぐ。浄智寺では、TBSのプロデューサーを経て、父親の没年の1979年より55歳にして仏門に入った、副住職の朝比奈宗泉を指導する。晩年も鎌倉市立御成小学校の校舎の保存に努めない市の姿勢に抗議して、鎌倉市文化財専門委員会委員の辞表を提出したり（1992年9月）、環境保護派として知られる竹内謙鎌倉市長（在任期間1993年-2001年）を側面から支えるなど、鎌倉市の緑と環境の保全に尽くした。
2006年1月26日、胸膜炎のため逝去。95歳。

## その思想、活動について

### 自然保護
環境保護のための井上のラディカルな姿勢は、大拙の次の文章に照応しよう。「ある意味では、禅はいつも、革命的精神の鼓吹者ともいえる。また過激な叛逆者にもなれば頑固な守旧派にもなりうるものを、そのなかに貯えている。なんでも危機－いかなる意味でもよいが、それに瀕した時は、禅は本来の鋭鋒を現して、左右いずれとも現状打破の革新力となる」。

## 著作
著書
- 『駈込寺：松ヶ岡東慶寺の寺史と寺法』小山書店[15] 1955
- 『鎌倉東慶寺の縁切寺法』鎌倉市教育委員会 1966
- 『駆込寺：離婚いまとむかし』現代史出版会 1976
- 『駈込寺東慶寺史』春秋社 1980
- 『覚山尼と東慶寺』(日本仏教の心 12) ぎょうせい、1982
- 『東慶寺と駆込女』有隣堂 1995
- 『釈宗演伝：禅とZenを伝えた明治の高僧』禅文化研究所 2000

共編著
- 『円覚寺史』玉村竹二と共著、春秋社 1964
- 『鈴木大拙未公開書簡』共編著、禅文化研究所 1989